# Lluís G. Pinyol i Agulló
Lluís Gonzaga Pinyol i Agulló († 1936) fou un advocat i polític català. Treballà com a registrador de la propietat a Tremp. Fou elegit diputat per la província de Lleida per la Lliga Catalana a les eleccions generals espanyoles de 1933 i pel Front Català d'Ordre a les eleccions generals espanyoles de 1936, on no destacà en cap intervenció. Fou assassinat per elements revolucionaris el 1936.